# Vaarbrud en Drikkevise
Vaarbrud en Drikkevise zijn twee composities van Hjalmar Borgstrøm. Het zijn twee werken voor piano solo. Zij zijn waarschijnlijk geschreven voor Borgstrøms muze Amalie Müller, sinds 1904 Amalie Borgstrøm. Vaarbrud is Noors voor voorjaarsbruid, Drikkevise betekent drinkliedje.
Amalie gaf dan ook de première van deze twee stukken in een concert op 4 december 1906, waarin zij ook werken van Frédéric Chopin vertolkte. Ze moest de werken van haar man nog wel van manuscript lezen. 